# Coppa d'Olanda di pallacanestro maschile
La Coppa d'Olanda (nl: NBB-Beker) di pallacanestro è un trofeo nazionale olandese organizzato annualmente dalla Federazione cestistica dei Paesi Bassi (NBB).

## Albo d'oro
- 1968  SVE Utrecht
- 1969  Flamingo's Haarlem
- 1970  Flamingo's Haarlem
- 1971  Flamingo's Haarlem
- 1972  Lions Zandvoort
- 1973  Blue Stars
- 1974  Punch Delft
- 1975  Rotterdam-Zuid
- 1976  Flamingo's Haarlem
- 1977  BOB Oud-Beijerland
- 1978  Leiden ISC
- 1979  Celeritas Donar
- 1980  PSV Alonte Eindhoven
- 1981  DBV Rowic
- 1982  DAS Delft
- 1983  Green Eagles Maassluis
- 1984  Kinheim Haarlem
- 1985  AMVJ Rotterdam
- 1986  BVO Alphen aan de Rijn
- 1987  Lokomotief Rijswijk
- 1988  FAC Den Helder
- 1989  Waddinxveen Flyers
- 1990  Akrides Haarlem
- 1991  Akrides Haarlem
- 1992  Noordkop
- 1993  EBBC Den Bosch
- 1994  Red Giants Meppel
- 1995  Goba Gorinchem
- 1996  3-ES Piranha's Amstelveen
- 1997  Amsterdam
- 1998  Amsterdam
- 1999  Amsterdam
- 2000  EBBC Den Bosch
- 2001  Virtus Werkendam
- 2002  EBBC Den Bosch
- 2003  E.T. Nijmegen
- 2004  Amsterdam
- 2005  Donar Groningen
- 2006  Amsterdam
- 2007  Matrixx Magixx
- 2008  EiffelTowers
- 2009  EiffelTowers
- 2010  Leida
- 2011  Donar Groningen
- 2012  Leida
- 2013  Den Bosch
- 2014  Donar Groningen
- 2015  Donar Groningen
- 2016  New Heroes
- 2017  Donar Groningen
- 2018  Donar Groningen
- 2019  Leida
- 2020 non assegnato
- 2021  BAL
- 2022  Donar Groningen
- 2023  Leida
- 2024  Heroes Den Bosch